# 阿德莱德岛 (俄罗斯)
阿德萊德島（俄语：Oстров Аделаииды）是俄羅斯的島嶼，屬於法蘭士約瑟夫地群島的一部分，位於葉瓦利夫島西南3.5公里，由阿爾漢格爾斯克州負責管轄，長2公里，最高點海拔高度48米。